# Political general
 (mai 2014).
Si vous disposez d'ouvrages ou d'articles de référence ou si vous connaissez des sites web de qualité traitant du thème abordé ici, merci de compléter l'article en donnant les références utiles à sa vérifiabilité et en les liant à la section « Notes et références ».
En Amérique du Nord, un political général est un officier dénué d’expérience militaire ou de formation spécifique, qui au cours d'une guerre a été nommé à un poste de haut commandement dans l’armée pour des raisons politiques, ou grâce à ses relations, ou pour satisfaire un groupe de pression (lobby).
Le political général est une figure connue en particulier pendant la guerre de Sécession.
Certains political generals préoccupés essentiellement par leur carrière, et mus par la jalousie, l'entêtement, l'ignorance ou l'appât du gain, ont été à l'origine de désastres militaires (et civils dans les zones occupées) – d'autres political generals ont rendu de notables services à leur cause. Certains ont connu des succès au début de leur activité militaire, puis ont totalement décliné – d'autres au contraire ont gagné en expérience et en qualités humaines au cours du conflit.

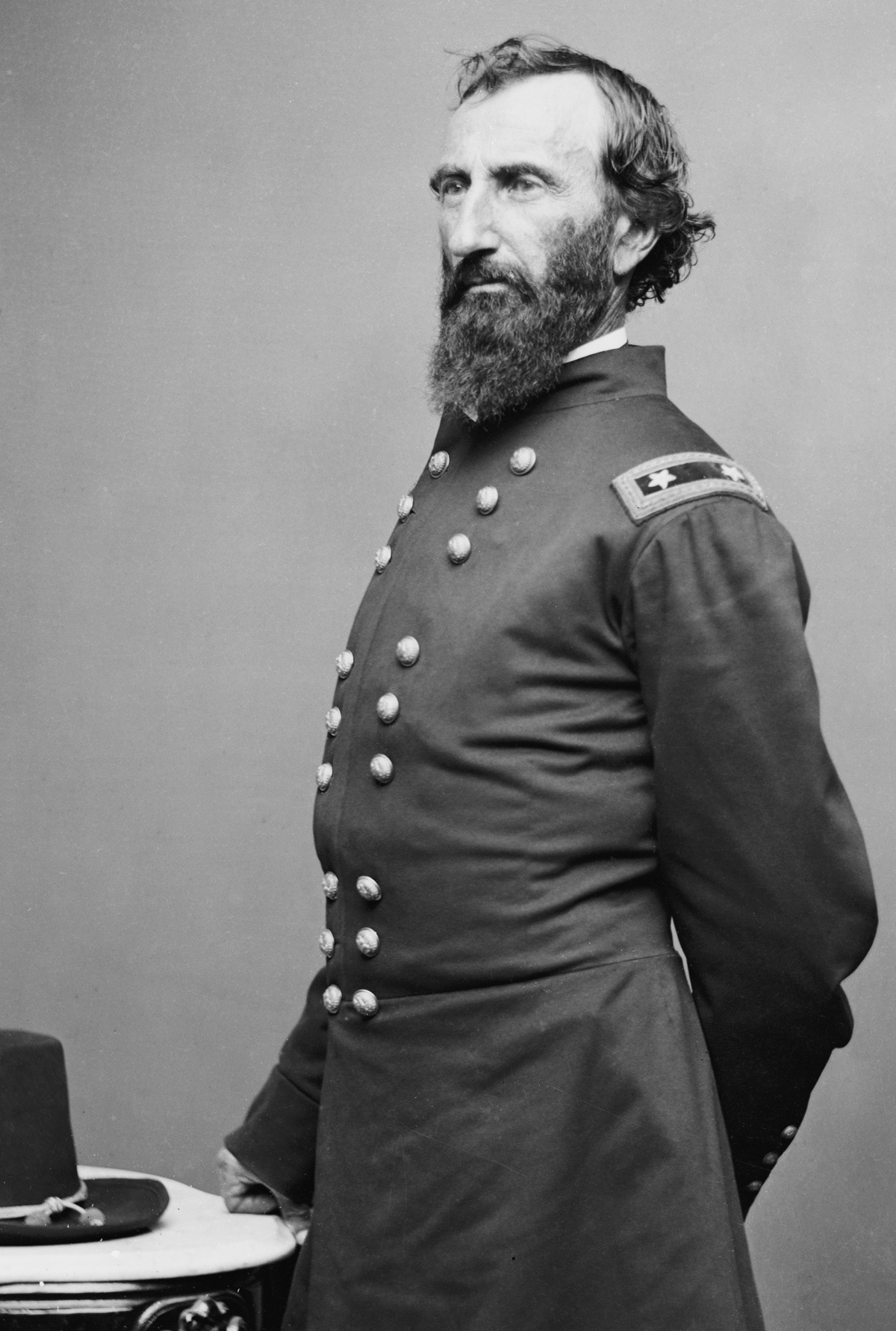
Prototype du political general, John Alexander McClernand, politicien, ami personnel d'Abraham Lincoln. Plus actif dans les antichambres du pouvoir que sur le front, manipulateur des médias, il chercha à supplanter Ulysses S. Grant en le calomniant.

## Motifs de la nomination

### Satisfaire les groupes de pression
La satisfaction de groupes de pression est la raison la plus fréquente.
Le président nordiste Abraham Lincoln, issu du parti républicain, utilisa largement son pouvoir de nomination pour complaire aux modérés du parti démocrate et obtenir ainsi le soutien de son administration et de sa politique de guerre par les War Democrats. C’est ainsi que John Adams Dix, et Benjamin Franklin Butler, tous deux du parti democrat, ont été nommés les premiers (ils étaient aussi les plus âgés) des major general dans les corps de Volontaires de l’Armée de l'Union.
Nathaniel Prentice Banks (qui avait 45 ans, et était républican après avoir été democrat) fut d'ailleurs nommé en même temps.
Lincoln nomma aussi des généraux d'obédience républicaine, comme Richard James Oglesby, de l’Illinois.

### Causes ethnopolitiques
On pensait en haut lieu (et à juste titre) que divers groupes culturels et ethniques, surtout s’ils étaient issus d’une immigration récente, seraient flattés de voir l’un des leurs nommé à un haut poste dans l’Union Army, et que leurs jeunes hommes auraient tendance à s'enrôler sous sa bannière.
Ainsi pour les Allemands, qui venaient autour de 1850 d’immigrer en très grand nombre : la nomination de deux de leurs leaders (Franz Sigel et Carl Schurz, dont l’expérience militaire se limitait pour tous les deux à une participation malheureuse à la révolution de 1848 en Allemagne) incita un grand nombre de leurs compatriotes à s’enrôler. Henry Bohlen recruta et commanda un régiment germanophone avant d'être tué au front, sur la Rappahannock.
Pour les très nombreux immigrés venus d'Irlande, Thomas F. Meagher et Michael Corcoran (qui avant la guerre de Sécession étaient déjà respectivement capitaine et colonel de la Milice de l’État de New York) furent promus. En décembre 1863 (après les énormes pertes subies par son Irish Brigade lors de la bataille de Fredericksburg Meagher donna sa démission, mais Corcoran venait de mourir d'une chute de cheval, et la démission fut refusée par le War Department : il fallait garder au moins un général irlandais…

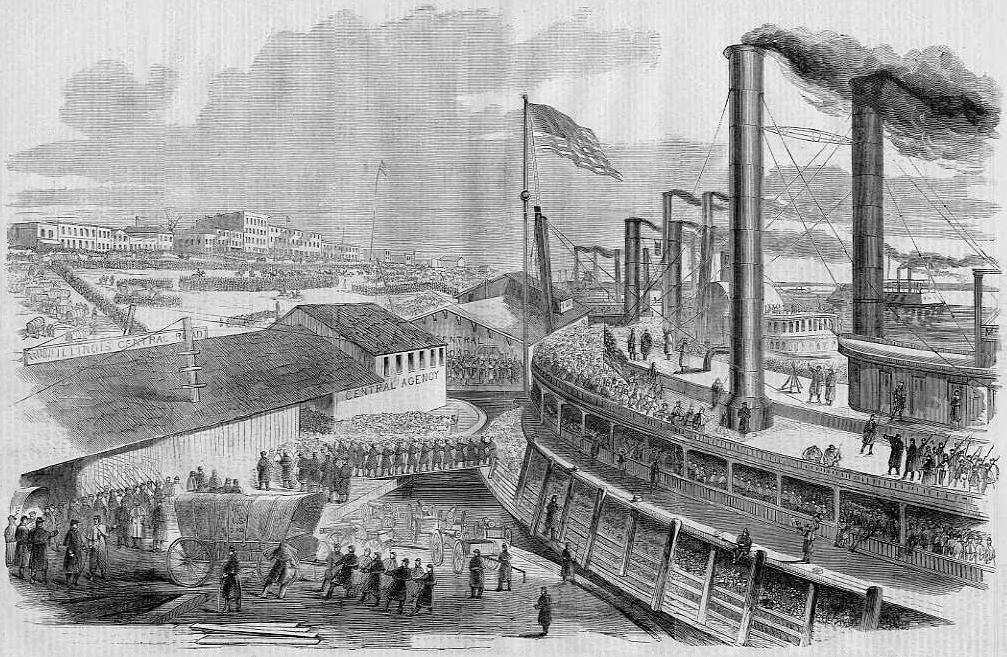
Le 10 janvier 1862 la « brigade McClernand » quitte le gros dépôt de Cairo (au sud de l'Illinois) et embarque pour le Sud sur le Mississippi (gravure parue dans le Harper's Weekly du 1 février 1862.

Des officiers généraux (nés aussi bien en Amérique qu’à l'étranger) furent fameux pour leur aura personnelle et leur capacité à inciter les hommes de leur milieu socio-culturel à s’enrôler. Ainsi, pour l'Union : Daniel Sickles (et sa Brigade Excelsior), l'Allemand Henry Bohlen, John Alexander McClernand (et sa McClernand Brigade en Illinois), Robert H. Milroy (et son « régiment indépendant »), Meagher et sa Irish Legion, Michael Corcoran (et sa Corcoran Legion d'Irlandais) - et du côté confédéré : Henry A. Wise (et sa Wise Legion).

### Le cas particulier des États frontaliers

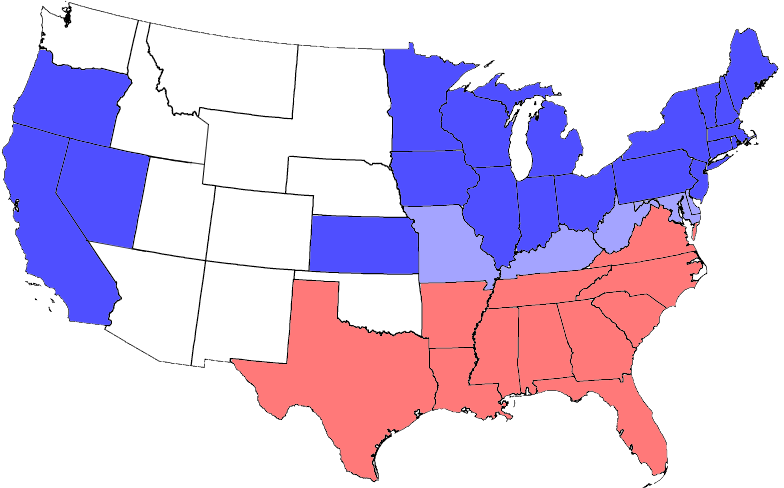
Les border states (en bleu clair) entre le Nord (en bleu foncé) et le Sud (en rose). En blanc : les territoires qui n'avaient pas statut d'État en 1864.

Des hommes politiques connus furent nommés généraux afin de complaire à la population de ces États frontaliers, qui hésitait à choisir entre les deux blocs nordiste et sudiste.
Ainsi le Sud nomma général John C. Breckinridge, ancien vice-président de la Confédération, en espérant qu’il attirerait à lui les habitants du Kentucky.
Sterling Price, ancien gouverneur du Missouri fut nommé major general de la CSA (Confederate States Army) dans le même but : complaire aux habitants du Missouri.
Thomas Leonidas Crittenden, membre d'une puissante famille du Kentucky, fut nommé général de l’Union Army pour les mêmes raisons.

### Autres causes
Un très grand nombre de citoyens s’enrôlait dans les régiments de volontaires, alors que l’on manquait d’officiers de métier pouvant les encadrer. Il parut normal de donner comme chefs à ces soldats des politiciens, des hommes d’affaires, des avocats, que leur carrière (en particulier s’ils étaient des self-made-men), ou leur instruction et leur position sociale désignait comme meneurs d’hommes.
Ainsi le confédéré Henry A. Wise, qui était à la fois avocat, gouverneur de l’État de Virginie, et un orateur dont l’éloquence électrisait les auditoires, est nommé brigadier general de l’armée confédérée dès la déclaration de guerre et il lève la Wise Legion, des troupes qui lui étaient entièrement dévouées. Si au début de sa carrière militaire, il s’absente (apparemment pour raison de maladie) lors de la bataille de l’île Roanoke alors qu’il était commis à la défense de cette île, il fait preuve ensuite de courage lors de la campagne de Virginie Septentrionale. Puis, malgré la faiblesse de ses troupes, il défend avec succès Petersburg (Virginie) en juin 1864 contre deux attaques de l'Union, et combat jusqu’à la signature de l'armistice aux côtés de Robert E. Lee.
Les liens d'amitié avec un homme politique en place ont aussi compté : John Alexander McClernand, ami personnel du président Abraham Lincoln, a pu être ainsi nommé major general, avant d'être limogé par Ulysses S. Grant, puis renommé à son poste par Lincoln quelques mois plus tard.
Les liens de parenté ont aussi compté, comme ce fut le cas pour les deux fils de Hannibal Hamlin, le vice-président de l'Union sous Lincoln.

## Relations entre les officiers de métier et lespolitical general
Les political general s’opposeront souvent aux officiers de métier, en critiquant l’orgueil et la suffisance de leurs collègues sortis de West Point - tandis que les officiers de métier se méfient des politiciens avec raison : il est facile aux political generals (car ils connaissent bien les coulisses du pouvoir et l'impact de la presse, et ils ont l’oreille des hommes en place) de discréditer les officiers de métier, voire de monter contre eux de véritables cabales. Ainsi, Meade eut à souffrir après la bataille de Gettysburg des calomnies que ses subordonnés, les deux political generals Daniel Sickles et Daniel Butterfield répandirent.
Lors du siège de Vicksburg, afin de discréditer Ulysses S. Grant, McClernand chercha à répandre une rumeur selon laquelle Grant était un alcoolique. Lincoln envoya d'ailleurs son enquêteur Charles Anderson Dana auprès de Grant pour savoir si McClernand avait raison. Grant put finalement sanctionner McClernand et obtenir qu’il quitte le front : le political general de l'Illinois avait donné une interview à la presse malgré les ordres formels de son supérieur.
Quant aux officiers de métier, ils maintenaient souvent entre eux un esprit de corps exclusif, aux dépens de leurs collègues issus de la société civile : ainsi Sherman nomma à la tête de l’Armée du Tennessee Oliver O. Howard, un officier de métier issu de West Point, alors que John A. Logan, le political general qui la commandait à la suite de la mort du général en chef, n’avait nullement démérité.
Grant obtint que Benjamin Franklin Butler soit limogé après l’échec du premier débarquement en vue de capturer Fort Fisher, alors que l’action de Butler alors qu’il était commandant de l’army of the James, si elle avait été coûteuse en hommes (surtout pour les Afro-américains des U.S.C.T.) avait cependant permis à Grant d’avancer vers la conquête de Petersburg, et donc de Richmond.
Les relations entre political generals et officiers d'active ne sont d'ailleurs pas meilleures au Sud : ainsi en avril 1862, le congressman confédéré Henry Cornelius Burnett (un political colonel) attaque le président Jefferson Davis dans un discours à la chambre : il l'accuse de favoriser systématiquement les officiers qui, comme Davis lui-même, sont issus de West Point, au détriment de ceux qui n'ont pas connu l'enseignement de la prestigieuse école, discours qui soulève une vive controverse et provoque le tumulte dans l'assistance.

## Conséquences
Certains political generals (en particulier Sigel et Banks pour le Nord - et Breckinridge et Wise pour le Sud) bénéficiaient d’une grande popularité auprès de leurs hommes, à cause de leur appartenance à un groupe ethnique particulier, ou parce que, comme Wise, ils toléraient les chapardages (voire les pillages) de leurs hommes et les couvraient systématiquement. Ils pouvaient donc les lancer dans des entreprises périlleuses que des officiers de métier, formés à l’académie militaire de West Point et expérimentés, n’auraient pas songé à ordonner. Ainsi, lors de la bataille de Gettysburg, Daniel Sickles posta-t-il, de sa propre autorité, son IIIe Corps bien en avant de la ligne de défense nordiste, créant un saillant qui exposait ses hommes et affaiblissait toute l’armée de l'Union. Après la bataille, il échappa aux critiques justifiées des autres officiers nordistes en prétendant que ses hommes avaient fixé l’assaut des confédérés et offert par leur sacrifice la victoire à l’Union, tout comme lui, qui avait perdu une jambe au combat.
C’est surtout dans le camp nordiste que l’incompétence des political generals fut notoire : ils étaient nombreux, et des responsabilités étendues leur avaient été attribuées.
Cependant certains political generals rendirent de grands services à leur camp après voir acquis de l’expérience : ainsi Henry A. Wise, qui n’avait pu qu’éviter d’être fait prisonnier lors de la bataille de Roanoke Island en 1862, fut fidèle à Robert E. Lee jusqu’à la reddition - et le Brigadier Général nordiste Alfred Terry, ancien avocat, prit-il Fort Fisher en 1865.
D’autres, au contraire, eurent, comme Banks, des débuts prometteurs puis furent décevants; à l'instar de Benjamin Franklin Butler, qui sut se rendre utile au camp nordiste lors de la conquête des côtes de la Caroline du Nord par Ambrose Burnside et qui fut un gouverneur militaire habile lors de l’occupation de La Nouvelle-Orléans, puis qui dressa tout le monde contre lui par ses brutalités et ses prévarications.

## La guerre américano-mexicaine
Pendant la guerre américano-mexicaine, qui a été vue par de nombreux historiens comme un signe avant-coureur de la guerre de Sécession, de nombreux participants (tant civils que militaires) étaient encore aux postes clés en 1861 :
- James Pinckney Henderson, le gouverneur en exercice du Texas reçut de la législation de l’État le grade de major general et l’autorité de conduire les troupes texanes à la bataille. Il était à la tête de la « Texas Division » à la bataille de Monterrey.
- Joseph Lane, un démocrate de l’Indiana fut surnommé Rough n' Ready no 2 (en français : « rude et prêt à tout »), d’après Zachary Taylor qui était déjà le Rough n’ Ready no 1[Note 5].
- Franklin Pierce, un politicien qui n’était pas dénué non plus de talents militaires. Il s’évanouit lors de la bataille de Churubusco, ce qui lui sera reproché comme signe de couardise par ses ennemis politiques, mais ne l’empêchera pas de devenir président des États-Unis.
- John A. Quitman, juge et ancien gouverneur du Mississippi commanda une brigade sous Zachary Taylor, puis devint gouverneur militaire de Mexico.

## Pendant la guerre de Sécession, du côté unioniste

### Les trois premiers nommés: J.A. Dix, Banks, et B.F. Butler

#### John Adams Dix

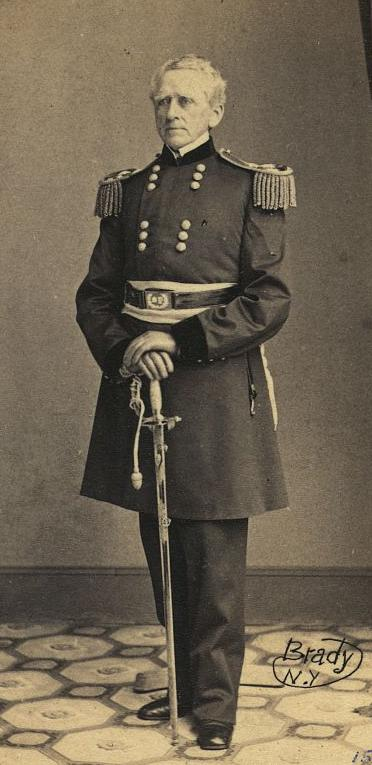
Photographie de Dix datant de 1862 réalisée par Mathew Brady.

Nommé major general à l'âge de 63 ans, Dix se signale dès le début de la guerre en arrêtant les hommes politiques du Maryland favorables au Sud, ce qui empêche sa sécession. Il a ensuite élaboré le cartel Dix-Hill permettant l'échange des prisonniers de guerre.

#### Benjamin Franklin Butler

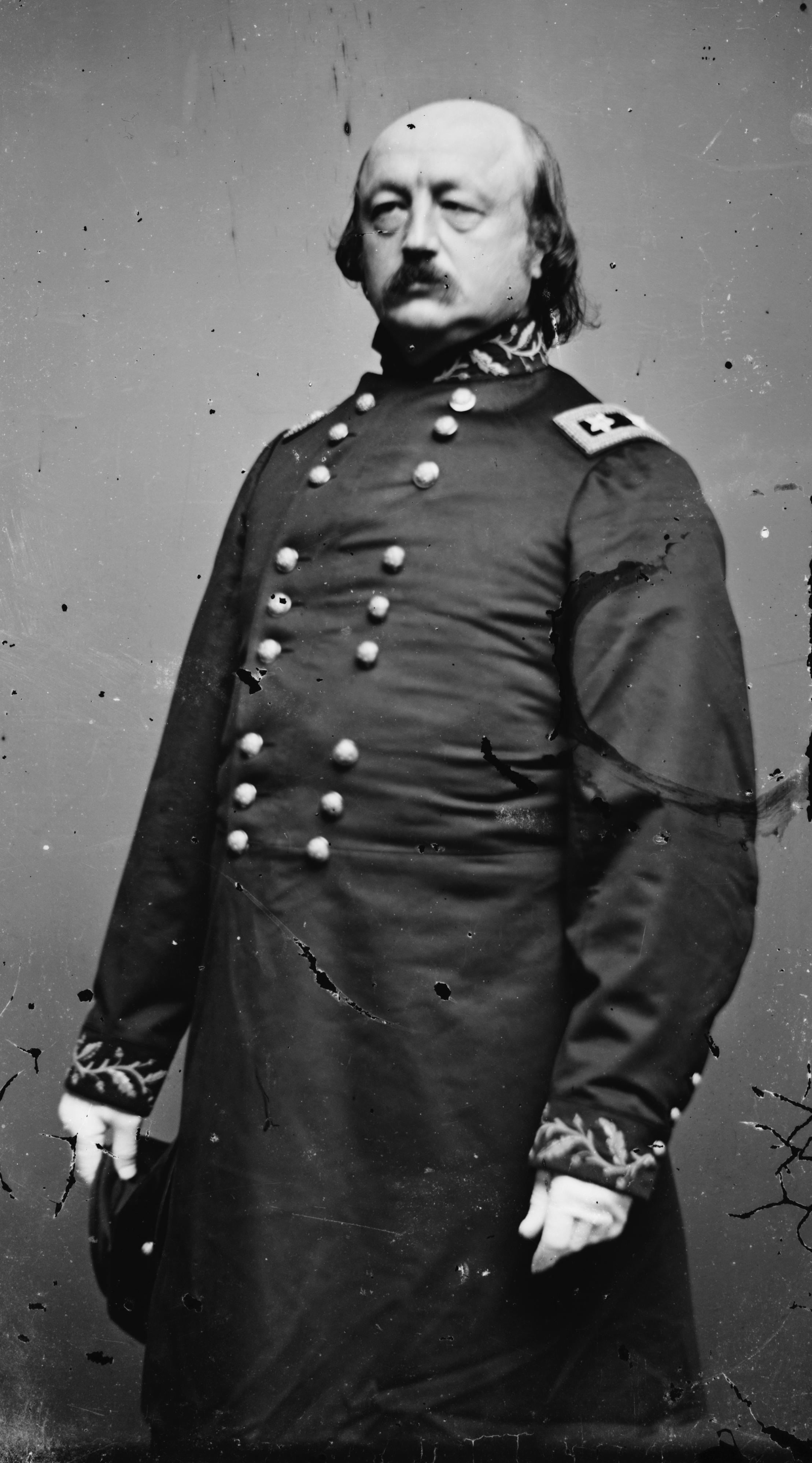
Au début de la guerre de Sécession Benjamin Franklin Butler avait 43 ans et était déjà un avocat criminaliste renommé, et un politicien du Parti démocrate retors. Son avancement dans la milice du Massachusetts, s'il avait suivi une trajectoire parallèle à celle de son engagement politique et l'avait amené au grade de brigadier general de la milice en 1855, ne l'avait cependant guère préparé aux fonctions de stratège. Photo de l'atelier Brady-Handy, 1862-1865

Benjamin Franklin Butler commence sa carrière militaire dans la période troublée qui suit la déclaration de guerre : à la suite de l'appel lancé par Abraham Lincoln le 15 avril 1861, il réunit un grand nombre de volontaires à New York et les conduit en défenseurs à Washington.
En mai 1861, comme des partisans du Sud ont fomenté l’émeute de Baltimore, il occupe la ville (sans en avoir reçu l'ordre) au nom de l'Union. Désavoué par le commandant en chef des armées Winfield Scott, il est cependant nommé par Lincoln major general des Volontaires (en même temps que John A. Dix et Nathaniel P. Banks, qui sont, comme Butler, des hommes mûrs, et des membres influents de leur parti).
Butler réussit ensuite une manœuvre stratégique : nommé gouverneur du Department of Virginia, il prend possession de Fort Monroe, (ce qui assure à l'Union un bon accès à la mer à Hampton Roads) et consolide l'emprise du Nord sur les environs de Fort Monroe (création du fort de Newton News, du Camp Hamilton). Alors qu'il commande à Fort Monroe, il prend la décision d'enfreindre la Fugitive Slave Law of 1850 : considérant que les esclaves en fuite qui viennent se réfugier sous le drapeau unioniste sont une marchandise stratégique saisie à l'ennemi (war contraband), il refuse de les restituer à leurs propriétaires. Par ailleurs, résolument moderniste, Butler favorise à Fort Monroe le développement des ballons d'observation.

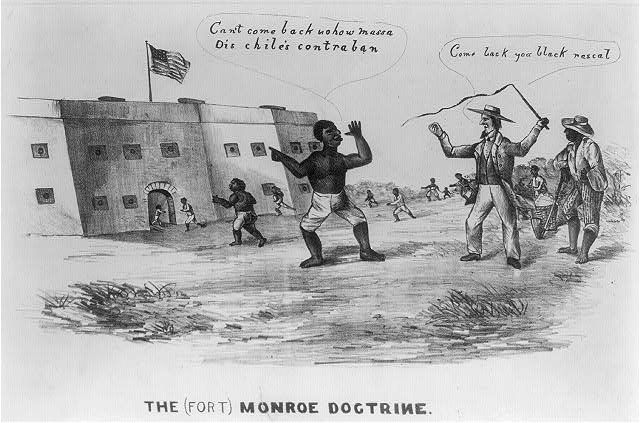
Dès 1861, les esclaves afro-américains courent se mettre à l'abri du drapeau unioniste de Fort Monroe, où commande Butler

Mais l'étoile de Butler est soudain ternie : ses troupes sont battues lors de la bataille de Big Bethel (10 juin 1861), un des tout premiers affrontements avec les Sudistes après Fort Sumter. Le souvenir de cette défaite minime sera cependant bientôt effacé au Nord par le désastre majeur que fut la première bataille de Bull Run.
Butler participe ensuite à la prise de Fort Hatteras, en Caroline du Nord (voir l'article Bataille des Hatteras Inlet Batteries[style à revoir]) et de Ship Island, au large du delta du Mississippi (voir l'article Corps d'Afrique[style à revoir]).
Butler est nommé à la tête du Department of the Gulf, après la prise du plus grand port du Sud par le Nord (fin avril 1862). Gouverneur militaire de La Nouvelle-Orléans, il doit administrer et pacifier une mégalopole déjà turbulente, surpeuplée et malsaine en temps ordinaire - et qui de plus a été affamée par le blocus,totalement bouleversée sur le plan économique et social, et est envahie par une multitude d'esclaves fuyant leurs maîtres. Son action en Louisiane sera le sujet de nombreuses controverses (voir les articles Corps d'Afrique (chapitre I, paragraphe « Sous l'occupation nordiste »[style à revoir]) - et Histoire militaire des Afro-américains pendant la guerre de Sécession, chapitre IX, paragraphe « Causes »), et Butler, ainsi que son beau-frère et son frère Andrew, seront accusés de corruption.
En octobre 1862, Butler est remplacé à La Nouvelle-Orléans par Nathaniel P. Banks.
Butler est nommé le 28 avril 1864 à la tête de l'army of the James, récemment formée par l'addition du XVIIIe Corps au Xe Corps. Il a pour mission de menacer Richmond par le sud-est, alors que Grant attaque par le nord, et d'essayer de couper la ligne de chemin de fer Richmond & Petersburg Railroad, vitale pour les Sudistes. Bien que Grant lui ait adjoint deux officiers de métier expérimentés (Quincy A. Gillmore et William F. « Baldy » Smith), Butler se laisse enfermer dans une nasse à Bermuda Hundred par les faibles troupes sudistes de Pierre Gustave Toutant de Beauregard, qui utilise les lignes de fortifications, les cours d'eau et les accidents de terrain à son avantage (campagne de Bermuda Hundred).
Début juin 1864 Grant « emprunte » son XVIIIe Corps d'Armée à Butler pour se renforcer pendant la sanglante et inefficace bataille de Cold Harbor.
Butler arrive finalement à dégager son army of the James (qui compte alors un nombre maximum de troupes afro-américaines U.S.C.T.), et Grant l'utilise pour faire diversion pendant le siège de Petersburg : la manœuvre, bien menée par Butler de son côté, réussit globalement fin 1864. Elle est cependant lente, chaotique et très coûteuse en hommes (voir l'article Histoire militaire des Afro-américains pendant la guerre de Sécession, chapitre « 1864 », paragraphe « bataille de Chaffin's Farm »[style à revoir]). Butler a l'idée d'une médaille spéciale qui récompensera le courage dont les soldats afro-américains ont fait preuve pendant le siège de Petersburg (voir l'article U.S.C.T., chapitre IV : la Butler Medal[style à revoir]).
Sentant la nécessité de rétablir son prestige, Butler monte (à la Noël 1864) une attaque sur Fort Fisher, qui défend Wilmington (Caroline du Nord), le seul port restant à la Confédération. C'est un échec, dû en grande partie au mauvais temps qui empêche le débarquement des troupes d'assaut.
En novembre a eu lieu l'élection présidentielle américaine de 1864. Lincoln, une fois réélu, n'a plus besoin du soutien de Butler et il accède à la demande de Grant : il signe le General Order no 1 et Butler est relevé de son commandement le 8 janvier 1865. Grant le remplace par son subordonné Edward Ord, un officier sorti de West Point, et c'est Ord qui entrera à Petersburg et à Richmond.
Butler demande à comparaître devant le United States Congress Joint Committee on the Conduct of the War pour se défendre; mais, alors qu'il démontre, documents à l'appui, que le Fort Fisher est imprenable, arrive la nouvelle que le fort est tombé après un débarquement mené par un autre political general : Alfred Terry. C'est la fin de la carrière militaire de Butler.
Butler entreprend alors une 2e carrière politique intense : devenu membre du parti républicain (et radical, favorable à la Reconstruction), Butler est élu par deux fois au Congrès, puis est gouverneur du Massachusetts. Il élabore entre autres le Civil Rights Act of 1875, si anti-raciste qu'il est déclaré anticonstitutionnel, et nomme le premier juge d'origine irlandaise, le premier juge d'origine afro-américaine, et la première exécutive de sexe féminin : Clara Barton (qu'il avait déjà nommée « lady in charge » des hôpitaux militaires au temps de l'Army of the James) devient grâce à Butler directrice de la prison Massachusetts Reformatory for Women.

#### Nathaniel Prentice Banks
Nathaniel Prentice Banks a d'abord été democrat jusqu'en 1853, puis membre du mouvement Know Nothing, puis republican en 1856. Gouverneur du Massachusetts de 1858 à 1861, il a 45 ans quand il est nommé major general par Lincoln en mai 1861.
À la tête du Ve Corps de l'Armée du Potomac (unioniste), il va essayer d'empêcher Stonewall Jackson de porter assistance à Richmond visée par la campagne de la Péninsule de George B. McClellan; mais pendant la campagne de la vallée de Shenandoah (1862) les généraux unionistes font ce qu'ils peuvent contre Stonewall Jackson, et Banks, après la première bataille de Winchester, se réfugie au nord du Potomac. Lincoln lui enverra des renforts, autant de troupes enlevées à la poussée unioniste vers Richmond.
Le 9 août 1862, au début de la campagne de Virginie Septentrionale, Banks attaque vigoureusement Jackson lors de la bataille de Cedar Mountain, mais une contre-attaque de Ambrose Powell Hill l'empêche de remporter la victoire. Après la seconde bataille de Bull Run et le retour de l'armée du Potomac, vaincue, à Washington D.C., Banks parvient à lever une armée de 30 000 volontaires dans les États de New York et de Nouvelle-Angleterre où il était très populaire.
Il est ensuite nommé gouverneur militaire de La Nouvelle-Orléans, en remplacement d’un autre political general notoire, Benjamin Butler. Dans le Sud, Banks sera moins haï que Butler, son administration étant moins brutale et arbitraire, mais il sera aussi accusé de corruption. Alors que Butler avait su laisser aux Troupes noires des Corps d'Afrique leur encadrement d’officiers noirs, Banks arrive à les décourager presque tous, et à les remplacer par des officiers blancs, se privant ainsi d’une aide précieuse. Sur le plan militaire, il va d’ailleurs d'échec en échec : en 1863 il ne peut faire sa jonction avec Ulysses Grant devant Vicksburg assiégée, car il est lui-même arrêté pendant près de deux mois par le siège de Port Hudson - et en 1864 sa campagne de Red River, ouvertement orientée vers le pillage du coton et des ressources sudistes, commence par une défaite (bataille de Mansfield) et se termine en catastrophe. Banks est ensuite relevé de tout commandement. Il reprend une carrière politique, mais est rattrapé par le scandale du Crédit Mobilier of America.

### Deux personnages sans scrupules: J.A. McClernand et D. Sickles

#### John Alexander McClernand[2]
John Alexander McClernand était un Union democrat et cependant un ami intime du président Abraham Lincoln : presque du même âge (à trois ans près), tous deux nés au Kentucky, autodidactes puis hommes de loi en Illinois, ils ont combattu ensemble dans la milice en 1832 pendant la guerre de Black Hawk, et leurs épouses sont amies d'enfance.
Dès le début de la guerre, McClernand, qui a été élu député neuf fois (trois fois à la chambre de l'Illinois, et six fois à la Chambre des représentants des États-Unis du Congrès des États-Unis), réclame à la tribune des crédits et des hommes. Puis il démissionne de son poste de député, retourne en Illinois, y lève des troupes (la McClernand Brigade), et en est nommé brigadier general.
Il seconde Ulysses S. Grant lorsque Grant lance sa première attaque contre les Confédérés (bataille de Belmont, Missouri, en novembre 1861) – et lors de la bataille de Fort Donelson. Bien qu'à Fort Donelson les troupes de McClernand aient complètement lâché pied, l'éclatante victoire de Grant (qui ouvre un boulevard vers le cœur du Sud) est célébrée au Nord, et dans l'euphorie McClernand est nommé major general en mars 1862.

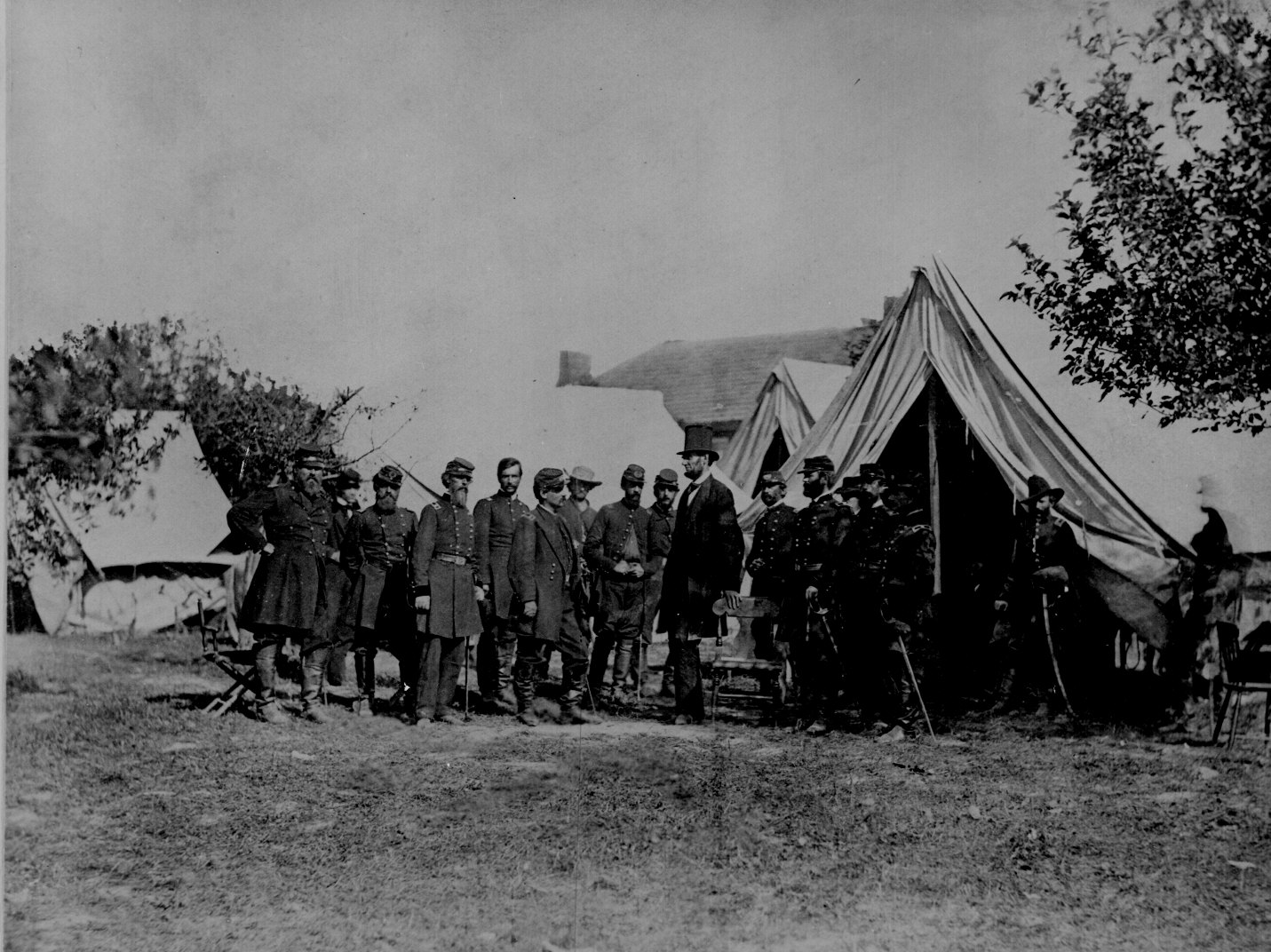
McClernand, qui a intrigué pour être nommé à la tête de l'armée du Potomac à la place de George McClellan, n'a pas osé apparaître sur cette photo prise par Alexander Gardner le 3 octobre 1862 à Grove Farm lors de la visite du président Abraham Lincoln sur le champ de bataille d'Antietam. Noter que, alors que la plupart des 15 officiers de l'état-major fixent l'objectif du photographe, McClellan (6e à partir de la gauche) et Lincoln se défient du regard : Lincoln va limoger McClellan début novembre, et ils seront adversaires déclarés lors de la campagne pour l'élection présidentielle américaine de 1864.

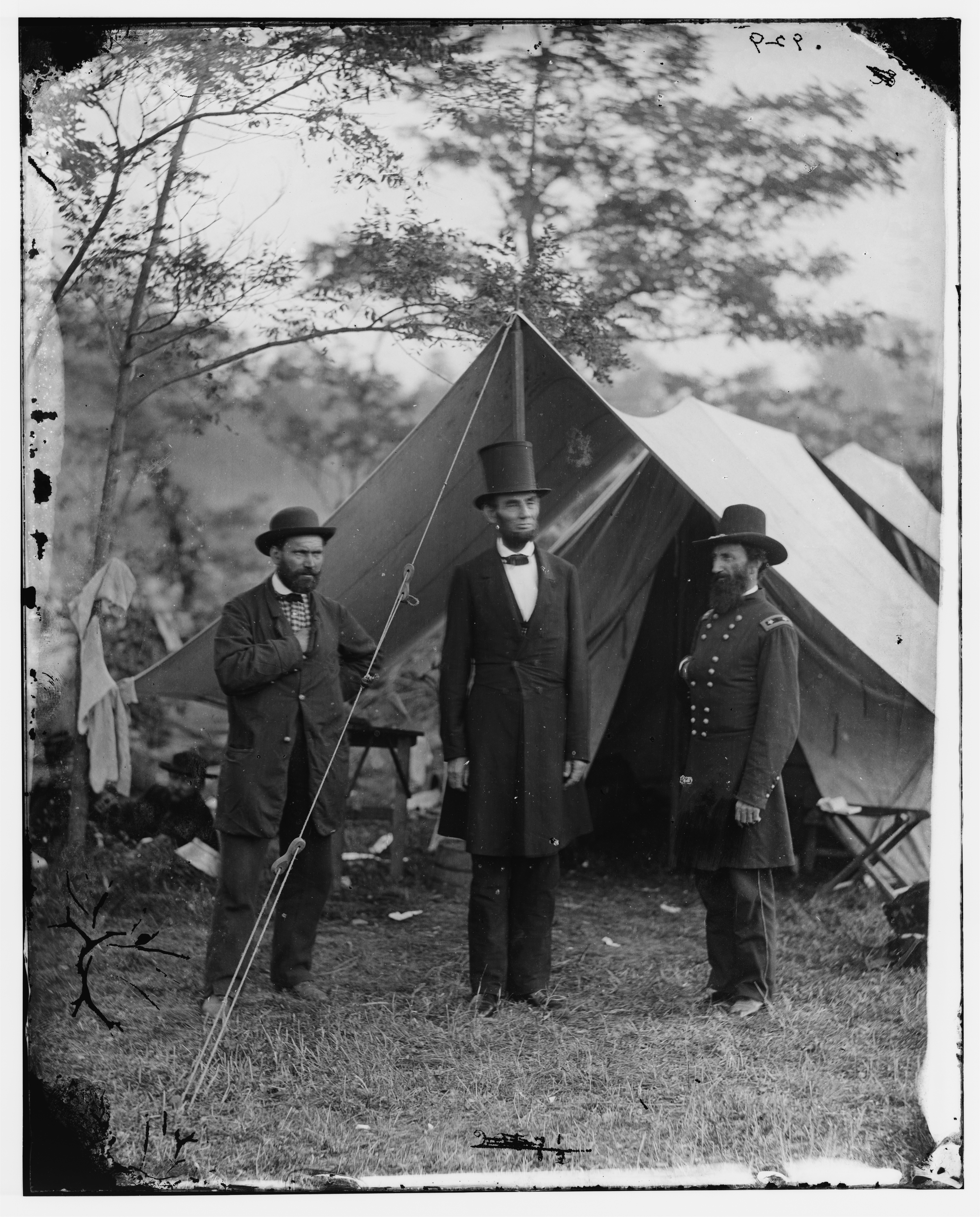
Il existe de nombreuses versions de cette pose de Lincoln entre ses « fidèles » : McClernand et Allan Pinkerton. McClernand qui (en bon politicien) a compris l'importance des médias, et en particulier de la photographie, jubile - alors que Lincoln, rigide, lutte visiblement contre l'épuisement causé par le voyage depuis Washington, la visite des sépultures toutes fraîches de milliers de ses concitoyens et l'affrontement avec McClellan ; et le piquet de tente derrière son chapeau haut de forme renforce la ressemblance (que ses ennemis soulignaient souvent) du président avec un épouvantail…

Lors de la bataille de Shiloh, Grant assigne McClernand aux troupes de réserve.
Les manœuvres du political general irritent les soldats de métier : McClernand critique Grant, et cherche à se faire nommer à la place de George B. McClellan sur le théâtre de l'Est (la campagne de la Péninsule de McClellan est un échec déclaré en juillet 1862).

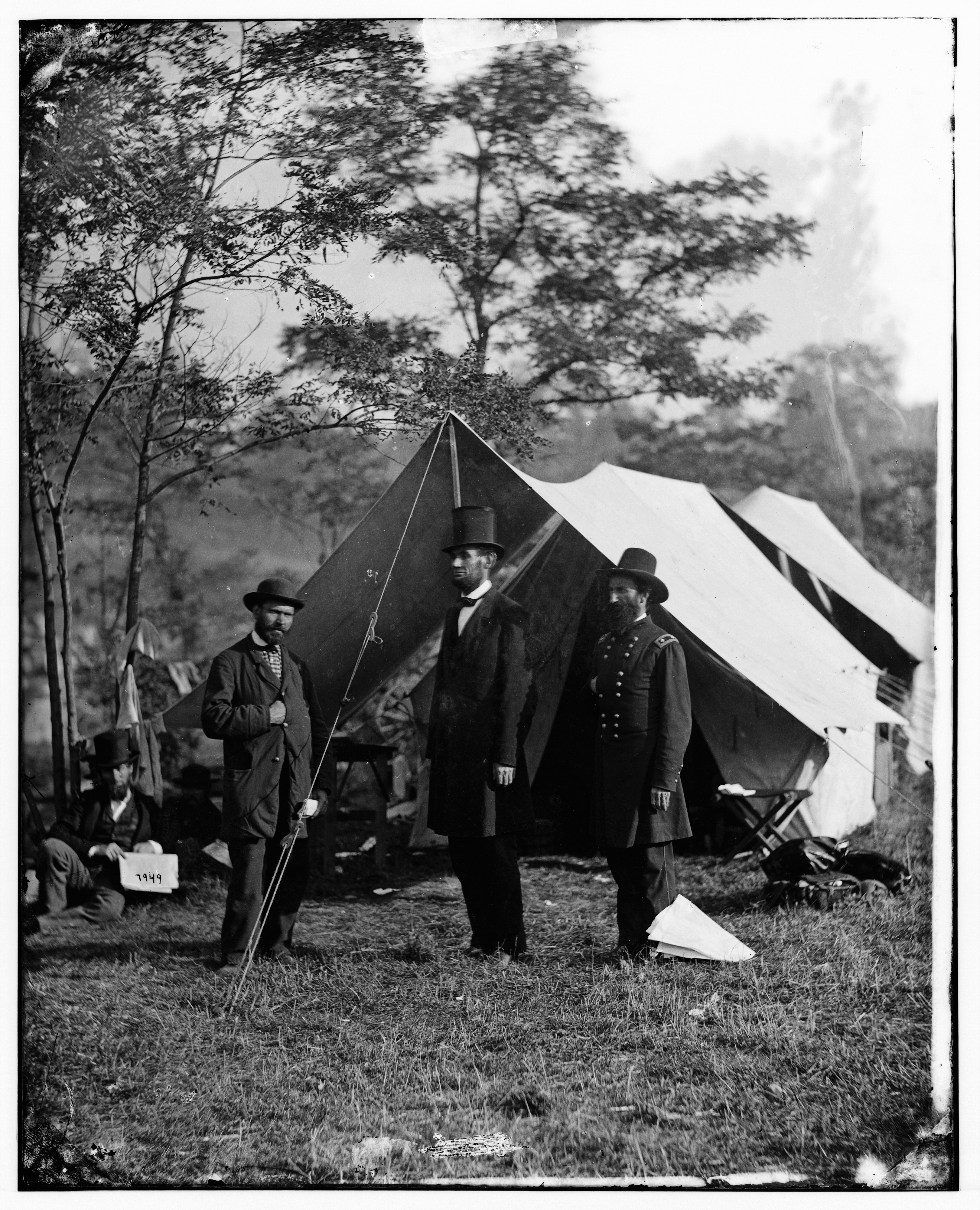
L'importance de la presse et du reflet qu'y trouvent les hommes de pouvoir apparaît sur cette photo du 3 octobre 1862 : un journal est à terre près de McClernand, et l'homme assis à gauche (par ailleurs longiligne, barbu, coiffé d'un haut de forme et vêtu exactement comme le président) lit un journal.

En octobre 1862, McClernand, qui (sur recommandation du gouverneur de l'Illinois Richard Yates) a obtenu une permission prolongée, est dans l'Est. Le 3 octobre, il accompagne Lincoln (avec des journalistes, et des photographes de l'atelier de Mathew Brady) lors de la visite médiatisée du président de l'Union sur le site de la bataille d'Antietam, qui a eu lieu le 17 septembre (voir les trois photos ci-contre).
À Washington, dans les back-alleys du pouvoir, McClernand réussit à se faire nommer par le Secretary of War (en français : « Ministre de la Guerre ») Edwin M. Stanton commandant d'une expédition indépendante contre Vicksburg, la clé amont du fleuve Mississippi. Et ce alors même que Grant, tombé en défaveur auprès de Lincoln après la coûteuse bataille de Shiloh, est cependant confirmé à la tête de l'Armée du Tennessee (Union) et a lui aussi Vicksburg pour principal objectif.
De retour dans l'ouest, McClernand prélève dans l'armée du Tennessee (Union) le XVe Corps de William T. Sherman, le réunit à son XIIIe Corps, et baptise l'assemblage 2e armée du Mississippi (unioniste). Puis, sans avertir ni Grant ni le commandant en chef Henry Wager Halleck de ses intentions, à la tête de ses 30 000 hommes il attaque Fort Hindman, un des verrous du Mississippi situé en aval de Vicksburg.
Fortement aidé par les canonnières de David Dixon Porter, McClernand obtient la reddition des 5 000 confédérés de la garnison du fort, et détruit le Poste Arkansas (bataille de Fort Hindman).
Grant, furieux, obtient de Sherman et de l'amiral David Dixon Porter qu'ils témoignent que McClernand est incompétent. Puis il fait rentrer McClernand et son XIIIe Corps dans le rang et dissout le 12 janvier 1863 l'armée de McClernand : elle n'aura existé que huit jours.
Pendant la campagne et le siège de Vicksburg, McClernand multiplie ses attaques contre Grant, répandant la rumeur que le général en chef est un alcoolique, et insinuant par l'intermédiaire de la presse que l'armée du Tennessee (Union) « est menée par un ivrogne (Grant) assisté par un fou (Sherman) ».
Lincoln envoie son enquêteur personnel Charles Anderson Dana sur le théâtre du moyen Mississippi pour savoir exactement si Grant est un alcoolique. Le rapport de Dana est favorable à Grant. L’Appletons' Cyclopædia of American Biography témoigne de cette guerre d'usure entre Grant et le political general qui ne répugne pas à utiliser les coups bas : « À l'époque où la fermeté de Grant et son utilité future n'étaient pas encore des notions évidentes, la confiance qu'eut M. Dana dans les capacités militaires de Grant contribuèrent grandement à annuler les puissants efforts qu'on déployait par ailleurs pour briser l'ascension du général en chef. Sur cette période critique, le général Sherman remarque dans ses mémoires : "Un jour, au début d'avril 1863, je me trouvais au QG de Grant, à Vicksburg, et nous parlions de ces problèmes avec la plus grande liberté. Charles Anderson Dana, assistant du ministre de la Guerre, était là, avec Wilson, Rawlins, Frank Blair, McPherson, etc. Nous savions tous, car c'était de notoriété publique, que le général McClernand intriguait contre le général Grant (car il espérait reprendre le commandement de toute l'expédition) – et que d'autres personnes répandaient des rumeurs contre Grant dans les journaux du Nord. Même M. Lincoln et le général Halleck semblaient influencés. Mais nous, ses amis personnels, nous restâmes toujours loyaux à Grant". »
Cependant, comme pour donner raison à Grant qui accuse McClernand d'incompétence, les troupes du political general sont débarquées sur une digue du Mississippi, au lieu-dit Young's Point, et « sans abris, elles souffrent beaucoup sous les fortes pluies d'hiver. Comme elles sont trop près des canons de Vicksburg, on ne leur donne pas de tentes, et les plus astucieux des soldats creusent des trous dans la digue et les recouvrent avec leurs toiles de caoutchouc noir. Les soldats, qui sont épuisés par leurs récents combats, pataugent jusqu'aux genoux dans la boue noire et ne tardent pas à tomber malades en grand nombre. Une épidémie de variole éclate. Un hôpital de tentes dressé en contrebas de la digue est bientôt rempli de milliers de malades. Beaucoup de soldats meurent, et bientôt les files de tombes fraîches s'alignent le long de la digue. ».
Le 16 mai 1863, Grant pense achever les Confédérés menés par John C. Pemberton lors de la bataille de Champion Hill. Mais, affirme Grant, le manque d'agressivité du corps de McClernand à l'aile gauche permet à Pemberton de s'échapper ; d'ailleurs les pertes de McClernand sont minimes par rapport aux pertes totales.
Et le lendemain trois divisions de McClernand laissent encore fuir les Confédérés lors de la bataille de Big Black River Bridge : Pemberton parvient à s'enfermer dans Vicksburg.
Grant, qui ne veut pas laisser aux Confédérés le temps de se fortifier encore plus solidement dans Vicksburg, fait sans tarder monter ses troupes à l'assaut de la place. L'attaque du 19 mai est un échec. Le 22 mai toute l'armée nordiste se lance contre les redoutes. Le XIIIe Corps de McClernand est à l'aile gauche, de part et d'autre de la voie ferrée Southern Railroad of Mississippi. Il est repoussé aussi bien que les autres par les Confédérés, et au prix de lourdes pertes. Mais pendant l'attaque Grant a reçu de McClernand des dépêches bizarres, l'assurant en substance que le drapeau du Nord flottait sur deux casemates confédérées, et que l'envoi d'un renfort suffirait à élargir la brèche. Grant, à l'autre bout du front, a montré ces dépêches à Sherman et a d'abord répondu à McClernand qu'il n'avait qu'à utiliser ses propres réserves ; puis il a fini par lui envoyer des renforts… Mais le lendemain il accuse McClernand d'avoir par ses demandes de renfort compromis la réussite de l'assaut, qui a été un échec coûteux : 502 morts, 2 500 blessés et 147 manquants (le XIIIe Corps perdra en tout 1 500 hommes pendant le siège de Vicksburg).
Mais après l'assaut McClernand fait diffuser dans la presse un communiqué de félicitations à ses hommes. Or Grant et le department (la Région militaire) ont chacun émis un ordre interdisant formellement aux soldats de communiquer avec la presse. Grant tient alors un motif sérieux et irréfutable : il fait limoger McClernand (18 juin 1863) pour infraction caractérisée aux ordres, et le remplace par Edward Ord.
Cependant Lincoln, qui voulait garder de bons rapports avec les democrats du Sud de l'Illinois, restaure McClernand dans son commandement. Le 20 février 1864, McClernand revient à la tête de son XIIIe Corps. Or celui-ci fait maintenant partie du Department of the Gulf et est lancé par le gouverneur Nathaniel P. Banks dans la catastrophique campagne de Red River. McClernand est rapidement invalidé pour cause de santé, et il quitte l'armée le 30 novembre 1864.
Bien qu'il ait démissionné de l'armée, une pension militaire lui sera servie, à la suite d'une décision du Congrès.
McClernand est très en vue lors des funérailles d'Abraham Lincoln.
Par la suite il reprend l'exercice juridique et la politique en Illinois. Il est nommé circuit judge (en français : « juge en cour d'appel ») en 1870. Il préside la « Convention nationale du Parti démocrate » qui se tient en juin 1876 à St-Louis (Missouri), à l'issue de laquelle Samuel J. Tilden sera désigné comme candidat democrat à la présidence des États-Unis.
Un livre paru en 1996 s'intitule : L'Homme le plus mesquin de l'Ouest. John A. McClernand et l'époque de la guerre civile.

#### Daniel Sickles
Député de New York de réputation douteuse (il avait invoqué la démence passagère comme circonstance atténuante pour être acquitté du meurtre qu'il avait commis en public sur la personne de Philip Barton Key II), Sickles fut commandant de brigade puis de division pendant les deux premières années de la guerre.
Il était à la tête du IIIe Corps de l’Armée du Potomac (unioniste) lors de la bataille de Chancellorsville et de la bataille de Gettysburg. À Gettysburg, il décida de sa propre autorité de disposer ses troupes bien avant de la ligne de défense nordiste, créant ainsi un saillant dont la prise par les Confédérés entraîna la destruction du IIIe Corps et faillit causer la défaite de l’Union. Blessé à Gettysburg et amputé d’une jambe, il utilisa son repos forcé à monter une cabale contre le général en chef de l'armée du Potomac George G. Meade et l'accuser d'inertie coupable. Il se fit aider dans cette entreprise par son ami Daniel Butterfield, lui aussi political general notoire.
Après la fin de la guerre, il milita pour la création de parcs nationaux sur le site des grandes batailles.

### Les autrespolitical generalsunionistes
- James H. Lane, un sénateur puis political general très actif au Kansas pendant l'épisode Bleeding Kansas, et pendant la guerre de Sécession. Il forme à Fort Scott (Kansas), le 4 août 1862, l’un des premiers régiments composés d’Afro-américains, le 1st Regiment of Kansas Volunteer Infantry (Colored) et révèle dès 1863 la vaillance des Colored Troops face aux Confédérés lors de l’« escarmouche d’Island Mound ». .
- Alfred Terry, un ancien avocat, commanda lors des batailles de 1st Bull Run, Fort Wagner, Petersburg, Fort Fisher. Exemple (rare) du political general efficace, humain et peu ambitieux, il a reçu le 24 janvier 1865 les Thanks of Congress.
- La nomination en 1861 de Thomas Leonidas Crittenden, un avocat membre de la puissante famille Crittenden (qui avait une forte influence politique au Kentucky fut une des manœuvres politiques inventées par le Nord pour garder le Kentucky, un État esclavagiste, dans l’Union. Il fut commandant de Corps dans l’armée du Cumberland, et limogé après la défaite unioniste lors de la bataille de Chickamauga[8]. Son frère George Bibb Crittenden fut, lui, général de l’armée confédérée.
- Charles Hamlin et Cyrus Hamlin, fils du vice-président Hannibal Hamlin, furent tous deux généraux dans l’armée de l'Union, en dépit de leur inexpérience en matière militaire.
- John A. Logan, un war democrat de l’Illinois fut un politicien actif dans le système législatif local et aussi un membre de la Chambre des Représentants U.S. Pendant la guerre il servit dans l’Ouest sous Ulysses S. Grant et William T. Sherman. Après la mort du général en chef James B. McPherson lors de la bataille d'Atlanta, Logan se trouva commandant de la réputée Armée du Tennessee. Malgré les qualités dont Logan avait fait preuve, Sherman nomma à sa place Oliver O. Howard, un officier qui était, lui, issu de West Point. Après la fin de la guerre, Logan reprit sa carrière politique, mais dans les rangs du parti republican.
- Franz Sigel, un Allemand, faisait partie de la vague d’immigrés (appelés the Forty-Eighters) arrivés en Amérique après les révolutions de 1848 en Europe. Il avait été colonel en Allemagne, avant d’opter pour la révolution puis d’émigrer. Sigel, très populaire dans la diaspora allemande, entraîna (comme Carl Schurz, Louis Blenker, Henry Bohlen et Adolph von Steinwehr) de nombreux volontaires à sa suite, formant des régiments unionistes presque totalement germanophones qui criaient en chœur « Ich fights mit Sigel! » Il fut commandant du XIe Corps de l’armée du Potomac, et du Department of West-Virginia. Sa carrière militaire en Amérique fut malheureuse, et il fut même accusé de s’être enfui lors de la bataille de New Market,
- Lew Wallace, un politicien de l’administration de l’État d’Indiana, avait lui aussi une certaine expérience militaire, ayant été lieutenant d’un régiment de volontaires pendant la guerre américano-mexicaine. Il combattit vaillamment lors de la bataille de Fort Donelson, de la bataille de Shiloh, et de la bataille de Monocacy (« la bataille qui sauva Washington D.C. »). Après la guerre, Wallace devint gouverneur du territoire de New Mexico, écrivit le roman Ben Hur, et fut nommé diplomate.
- Francis P. Blair, Jr., congressman élu par le Missouri multiplia ses efforts dès le début de la guerre de Sécession pour faire rester son État dans l’Union. Nommé brigadier general de l’Union Army, il réussit à gagner la confiance de Sherman (qui pourtant se méfiait des political generals) et devint même commandant de corps d’armée. Blair resta député tout en exerçant les fonctions de général sur le terrain, alors que la plupart de ses homologues abandonnaient leurs fonctions d’élu. Son frère, Montgomery Blair, fut nommé Postmaster General[Note 14] par Lincoln.
- Robert Milroy, un juge de l'Indiana, occupa la ville de Winchester (Virginie) et se rendit si odieux à la population qu'il fut surnommé « le bourreau de Winchester ». Il abandonna la ville à Stonewall Jackson en juin 1863, et fut limogé (mais non sanctionné) pour sa capitulation.
- Daniel Butterfield n'a laissé d'autre souvenir que d'avoir peut-être composé la sonnerie Taps, et d'avoir (sous l'égide du parti démocrate de New York) mené de fructueuses opérations immobilières.
- David Stuart, nommé brigadier general par Lincoln à la suite d'une carrière militaire plus qu'honorable, a payé sa fidélité à Grant et à Sherman lors du conflit qui les a opposés au political general John Alexander McClernand : il n'a jamais vu son titre entériné par le sénat, et a démissionné de l'Union Army.
- James Shields : politicien expérimenté (il sera le seul Américain élu sénateur de trois États différents au cours de sa carrière), il a combattu lors de la guerre américano-mexicaine (1846-48), et a été blessé deux fois. Âgé de 50 ans au début de la guerre de Sécession, il est nommé brigadier-general de l'armée du Potomac, est blessé à Kerstow, mais ses troupes arrivent à freiner les évolutions de Stonewall Jackson pendant la campagne de la vallée de Shenandoah (1862). Il est nommé major-general, mais sa nomination n'est pas entérinée ; il quitte alors l'armée, et retourne au Mexique exploiter des mines.

## Pendant la guerre de Sécession, du côté Confédéré
- William Barksdale, qui avait été député du Mississippi et Fire-Eater (partisan acharné de l'esclavage et de la sécession) commanda une brigade dans l’armée de Virginie du Nord pendant les deux premières années de la guerre et trouva la mort lors de la bataille de Gettysburg.
- Milledge L. Bonham, fut député de la Caroline du Sud au Congrès de la Confédération. Il commanda une brigade dans l'Armée Confédérée du Potomac, puis fut gouverneur de la Caroline du Sud, puis revint à l’armée et servit lors de la campagne des Carolines.
- John C. Breckinridge fut avant la guerre vice-président sous James Buchanan. Il commanda ensuite une brigade et une division sur le théâtre d’opérations de l’Ouest. Il était souvent en vif désaccord avec Braxton Bragg. Il combattit bravement lors de la bataille de Shiloh et lors de la bataille de Stones River, et défit le général unioniste Franz Sigel lors de la bataille de New Market en mai 1864. Il fut nommé ensuite Secretary of War (en français : « ministre de la Guerre ») de la Confédération.
- Thomas Reade Rootes Cobb était un député confédéré de l’État de Géorgie Il était frère de Howell Cobb, ancien gouverneur et Treasury Secretary (en français : « ministre des Finances »), qui fut lui aussi général de l’armée confédérée. T.R.R. Cobb commanda une brigade dans l’armée de Virginie du Nord et fut célèbre pour sa défense de Marye's Heights lors de la bataille de Fredericksburg, pendant laquelle il fut d’ailleurs tué.
- John B. Floyd, ancien gouverneur de Virginie et Secretary of War sous le président James Buchanan, dirigea les forces de la milice qui s’opposa aux opérations des Unionistes en Virginie de l’Ouest en 1861. Avec Gideon Pillow (voir infra), il fut responsable du désastre de la bataille de Fort Donelson Il fut ensuite confiné, jusqu’à sa mort en 1863, à la direction de la Virginia State Guard.
- Gideon Pillow, un vétéran de la guerre américano-mexicaine et l’un des chefs du Parti démocrate d’avant-guerre, était contre la Sécession, mais il choisit finalement le camp sudiste et accepta un poste de général. Il est surtout connu pour avoir, avec John B. Floyd (cf supra), fui lors de la bataille de Fort Donelson (février 1862), laissant son subordonné Simon Bolivar Buckner, Sr. et les 15 000 hommes de la garnison du fort aux mains des unionistes de Ulysses S. Grant. Pendant la bataille de la Stones River, il fut retrouvé (selon son supérieur John C. Breckinridge) caché derrière un arbre alors que ses hommes se battaient. Il n’obtint plus d’autre commandement par la suite.
- James L. Kemper avait été élu en 1853 à la chambre législative de l'État de Virginie et en devint speaker (président) en 1861. Il servit comme chef de brigade sous George Pickett, et fut blessé et capturé pendant la charge de Pickett. Après la guerre, il fut élu 37e gouverneur de Virginie, le premier de l’ère de la Reconstruction.
- Sterling Price, un congressman du Missouri d’abord opposé à la Sécession, opta finalement pour le Sud. Il dirigea la Missouri State Guard lors de l’invasion de cet État par la Confédération en 1861. Il était général en chef lors de la bataille de Wilson's Creek (défaite unioniste), mais ne se distingua pas lors de la bataille de Pea Ridge. En 1864, il se lança dans une nouvelle invasion du Missouri qui eut pour résultat de faire passer cet État (ainsi que l’Arkansas) sous la coupe de l'Union.
- Robert Toombs, un ardent sécessionniste, fut d’abord député de la Géorgie et Secretary of State de la Confédération. Il accepta un poste de général dans l’armée de Virginie du Nord, sans pour autant démissionner de son poste de député. Il se rendit fameux pour sa défense du pont Burnside lors de la bataille d'Antietam. Blessé, il démissionna de l’armée et fut élu au sénat confédéré.
- Leonidas Polk, évêque épiscopal de Louisiane et ami de Jefferson Davis, devint le 3e plus haut gradé de la CSA malgré son manque objectif d'expérience militaire. En 1861, il pousse à l'invasion du Kentucky, jusque-là neutre, et cet État devient unioniste. Il commanda un corps d'armée dans l'armée du Tennessee et fut tué lors de la bataille de Marietta.
- William "Extra Billy" Smith ancien député, avait 64 ans au début de la guerre et était l'officier le plus âgé de la CSA. Il se signala par son courage tranquille face au danger, sa tenue résolument civile (un chapeau haut-de-forme et un parapluie bleu), et son mépris pour les officiers de métier (qu'il appelait les « West Pinters »)[Note 15]. Il commanda sa brigade à Antietam, Chancellorsville, et Gettysburg. Élu gouverneur de Virginie en 1863, il organisa la défense de Richmond. Il recommanda très tôt d'incorporer les Afro-Américains à la CSA.

## Guerre hispano-américaine (avril-août 1898)
Il y a également eu des political generals durant la guerre hispano-américaine :
- Matthew Butler, ancien major general de l’armée confédérée et sénateur de la Caroline du Sud après la guerre de Sécession fut nommé maj.gen. des Volontaires lors de l’invasion de Cuba. Puis il supervisa l’évacuation des troupes espagnoles de l’île.
- Fitzhugh Lee (neveu de Robert E. Lee), ancien major general de la CSA et gouverneur de Virginie dans l’après-guerre fut gouverneur militaire de La Havane avec le rang de major general of Volunteers.
- Joseph Wheeler, célèbre officier de cavalerie et ancien maj. gen. confédéré, ancien congressman de l’Alabama fut choisi par les États-Unis pour unifier les anciens ennemis sudistes et nordistes contre un ennemi commun : l’Espagne. Il avait quitté l’US Army alors qu’il était sous-lieutenant en 1861, il y fut réintégré comme major general of Volunteers. Pendant la campagne de Cuba, Wheeler fut chef de la cavalerie, tout en étant second commandant du Ve Corps. Selon une anecdote connue, le vieux Wheeler, tout excité, charge à nouveau à la tête de ses cavaliers, et aurait crié « Allons-y, les gars ! Ces sacrés yankees sont encore en fuite ! ». Wheeler et sa cavalerie se distinguèrent, et il fut le doyen de la commission d’armistice.

## Époque contemporaine
- William O'Dwyer[réf. nécessaire]